# Mbour Petite-Côte Football Club
Pour les articles homonymes, voir Touré Kunda.
Ne doit pas être confondu avec Stade de Mbour.
Actualités
Mbour Petite-Côte FC est un club sénégalais de football basé à Mbour.

## Histoire
Fondé en 1986, l'ASC Touré Kunda gagne son premier trophée en 2010, alors qu'il est encore en deuxième division. Cette année-là, le club remporte la Coupe du Sénégal, en s'imposant en finale face à l'US Gorée. Ce succès (conjugué à une promotion parmi l'élite sénégalaise) permet à l'équipe de Mbour de représenter le pays en Coupe de la confédération 2011. L'aventure sera de courte durée avec une élimination au premier tour face au tenant du titre, les Marocains du FUS Rabat.
Lors de la première saison en première division, l'ASC Touré Kounda a terminé à la septième place du classement final. De plus, le club atteint à nouveau la finale de la Coupe, en s'inclinant cette fois-ci face à Casa Sports.
En Août-Septembre 2014, l'ASC Touré Kunda fusionne avec Keur Madior (N1), Diamaguene (N2), Mbour AC (N2), Océan de Mbour (N2), AJ Saly (N2), ASC Guedj Gui de Saly (N2), Mame Coumba Thioupan de Popenguine (N2) et les Dorades de Mbour (D1 féminine) pour devenir Mbour Petite-Côte FC qui pour but d'être le club sportif phare du pays à long terme.
Plusieurs fois les dirigeants ont essayé de faire fusionner tous les équipes de la ville de Mbour mais difficilement réalisable au vu de la rivalité avec le Stade de Mbour

## Palmarès
- Championnat du Sénégal D2
  - Champion : 2010
- Coupe du Sénégal :
  - Vainqueur : 2010, 2017 et 2024
  - Finaliste : 2011

- Coupe de l'Assemblée nationale
  - Vainqueur : 2017
  - Finaliste : 2011

- Équipes cadets
- Coupe du Sénégal des cadets : 
  - Finaliste   : 2017[4]

## Joueurs notables
- Pape Malick Kandji
- Dame Diop
- Pape Moussa Konaté
- Abdoulaye Seck
- Ibrahima Wadji